# Cove (Teksas)
Cove – miasto w Stanach Zjednoczonych, w stanie Teksas, w hrabstwie Chambers.